# 廖文錦
廖文錦（？—1834年），字襄雲，號邵菴，福建汀州府永定縣人，清朝政治人物。

## 生平
嘉慶十六年（1811年）辛未科進士，選翰林院庶吉士，散館授編修，道光二年（1822年）任河南南陽府知府，護南汝光道，八年（1828年）任衛輝府知府，十四年（1834年）卒於官。

## 家族
曾祖廖冀亨；祖父廖鴻章。子廖惟勳。